# Торновский, Михаил Георгиевич
Михаил Георгиевич Торно́вский (1882, Покровск — 1963, Чайковский) — полковник, в 1921 году — начальник штаба Азиатской Конной дивизии; деятель белоэмигрантского движения в Китае.

## Биография

### Ранние годы и образование
Торновский родился в 1882 году в Покровской слободе Самарской губернии; вскоре с семьёй переехал в Иркутск. В 1904 году окончил Иркутское военное училище; затем учился в Петроградской Главной гимнастической фехтовальной школе, далее — на курсах преподавателей военных училищ в Иркутске.

### Гражданская война
В Первую мировую войну был командиром батальона на Русско-германском фронте в 1916—1917 годах, где получил чин полковника и был отправлен обратно в Иркутское военное училище. После Октябрьской революции эмигрировал в Харбин, где вступил в антибольшевистскую организацию «Комитет защиты Родины и Учредительного собрания». Был назначен начальником снабжения всех формирований харбинской Белой армии, каковым оставался до ноября 1918 года. Вскоре Торновский вернулся в Иркутск, откуда, по приказу начштаба колчаковской Южной армии, выехал в Стерлитамак, сформировав и приняв там 1-й егерский полк. Командуя полком до 1919 года, Торновский участвовал в боях против РККА под Актюбинском. По пути в Иркутск, где находилась его семья, будучи в столице Автономной Монголии, Урге, узнал о смещении Колчака и обосновался в местной русской колонии.

### В Монголии
В Урге Торновский занялся мелким предпринимательством; сумел устроить выезд семьи из Иркутска и помогал русским беженцам обустроиться в Монголии. Был назначен старостой консульской Троицкой церкви. 6 ноября 1920 года был арестован китайскими оккупационным войсками по подозрению в пособничестве и сочувствии Р. Ф. Унгерн-Штернбергу, несколькими днями раньше пытавшемуся штурмовать город. Провёл в заключении около двух месяцев; был освобождён по ходатайству советника по русским делам Ню при ургинском генерал-губернаторе Чэнь И.
После занятия Урги Унгерном в феврале 1921 года явился на объявление о созыве добровольцев в Азиатскуй Конную дивизию; вначале был определён в штаб полка генерала Б. П. Резухина, вскоре после этого стал начальником штаба всей дивизии. В одном из боев за освобождение Монголии от китайских войск был тяжело ранен. Участвовал в походе дивизии в советскую Сибирь. После августовского бунта в дивизии, убийства Резухина и бегства Унгерна, был избран командиром бригады и увёл свою бригаду в Маньчжурию.

### В китайской эмиграции
Торновский смог договориться с советским комиссаром Урги о выезде семьи, которую встретил в Калгане, откуда они уехали в Харбин. Через десять лет, в 1932 году, Торновский переехал в Шанхай. В Шанхае Торновский закончил свои мемуары «События в Монголии-Халхе в 1920—1921 годах» (изданы в России в 2004 году), работал в местных белоэмигрантских изданиях «Восток» и «Гун-Бао», в издательстве и представительстве Русской духовной миссии в Китае, счетоводом на КВЖД; владел угольным складом, заводом по производству фруктовых и минеральных вод; входил в шанхайские антисоветские организации, напр., состоял в Русском общевоинском союзе, «Комитете защиты Родины и Учредительного Собрания», «Бюро российских эмигрантов» и др. 7 августа 1941 года Торновский открытым письмом вышел из них всех, объявив себя противником фашистской агрессии и русских фашистских организаций Китая.
Будучи человеком широко образованным, интересующимся историей, Михаил Георгиевич ещё в Китае составил исторические записки об освоении русскими Сибири, закладке первых городов и крепостей, военно-исторических экспедициях, справки о странах — соседях (например, о том же Китае), которые легли в основу его книги «От господина Великого Новгорода до Великого океана». Именно эту рукопись, компетентные органы в своё время посчитали «антисоветской» и она стала одной из причин ареста Торновского.

### В СССР
После опубликования указа «О даровании права советским подданным, находящимся за границей, вернуться на Родину с полными правами советских граждан», Торновский прибыл в Молотов. Работал архивариусом на «Камгэсстрое».
В 1949 году был арестован по статье 58 и осуждён на 25 лет мордовских лагерей. В 1955 году — реабилитирован. Умер 1963 году в городе Чайковском Пермской области.

## Награды
Награждён орденами св. Анны и св. Станислава.